# Norman J. Gould

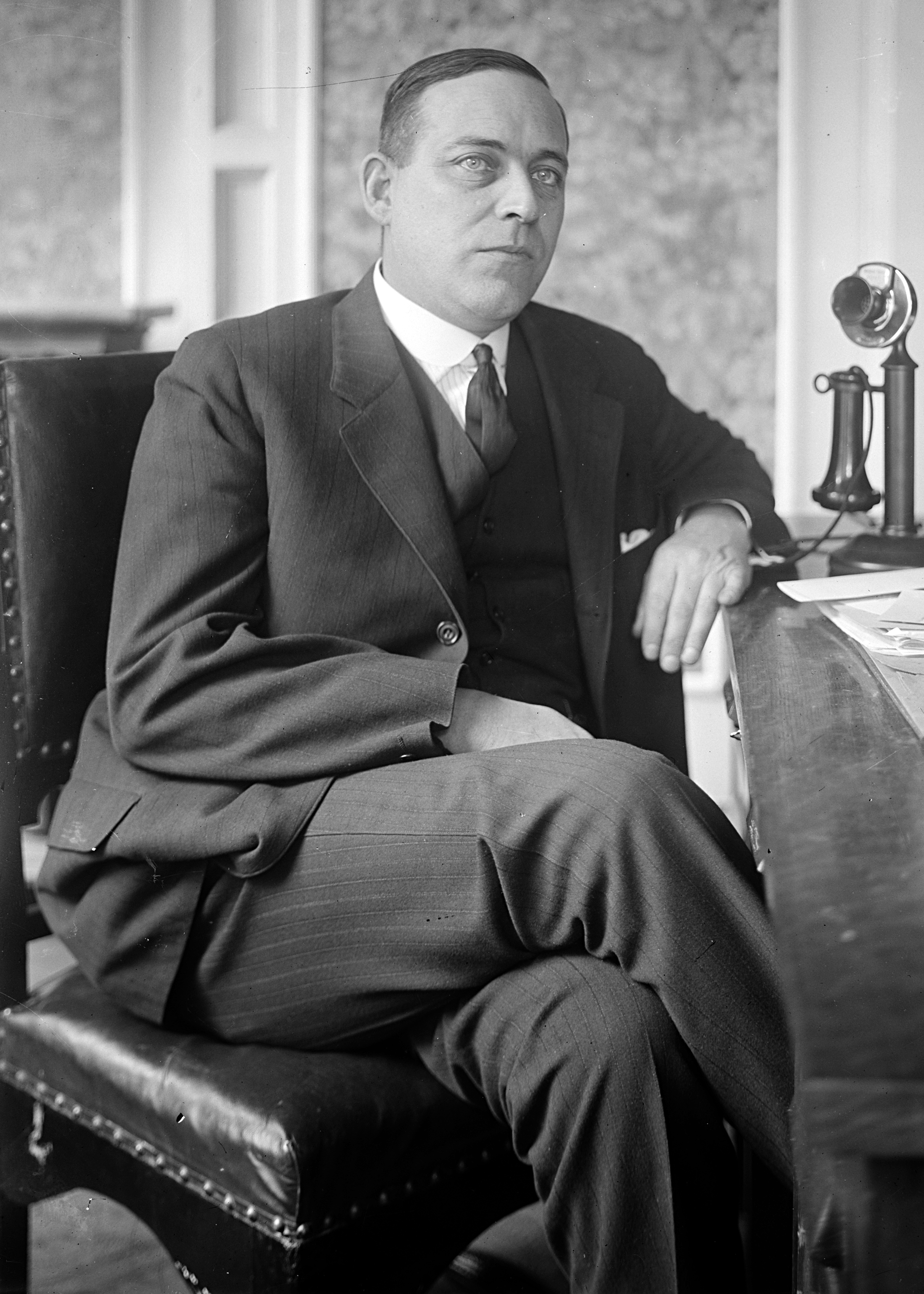
Norman J. Gould

Norman Judd Gould (* 15. März 1877 in Seneca Falls, New York; † 20. August 1964 in Geneva, New York) war ein US-amerikanischer Politiker. Zwischen 1915 und 1923 vertrat er den Bundesstaat New York im US-Repräsentantenhaus.

## Werdegang
Norman Gould war der Enkel des Kongressabgeordneten Norman B. Judd (1815–1878). Er  besuchte die öffentlichen Schulen seiner Heimat und in Lawrenceville (New Jersey). Im Jahr 1899 absolvierte er die Cornell University. Er spezialisierte sich auf das mechanische Handwerk und stellte später in der familieneigenen Firma Pumpen her. Politisch schloss er sich der Republikanischen Partei an. In den Jahren 1908 und 1916 nahm er als Delegierter an den jeweiligen Republican National Conventions teil. Von 1912 bis 1923 war er Bezirksvorsitzender der Republikaner im Seneca County. Außerdem gehörte er zwischen 1914 und 1922 dem Staatsvorstand seiner Partei an.
Nach dem Tod des Abgeordneten Sereno E. Payne wurde Gould bei der fälligen Nachwahl für den 36. Sitz von New York als dessen Nachfolger in das US-Repräsentantenhaus in Washington, D.C. gewählt, wo er am 2. November 1915 sein neues Mandat antrat. Nach drei Wiederwahlen konnte er bis zum 3. März 1923 im Kongress verbleiben. In seine Zeit im Kongress fiel der Erste Weltkrieg. Außerdem wurden in den Jahren 1919 und 1920 der 18. und der 19. Verfassungszusatz ratifiziert. Dabei ging es um das Verbot des Handels mit alkoholischen Getränken bzw. um die bundesweite Einführung des Frauenwahlrechts.
Im Jahr 1922 verzichtete Norman Gould auf eine weitere Kongresskandidatur. Nach dem Ende seiner Zeit im US-Repräsentantenhaus nahm er seine frühere Tätigkeit wieder auf. Er starb am 20. August 1964 in Geneva und wurde in Seneca Falls beigesetzt.